# Ад (гравюра Вийральта)
«Ад» (эст. Põrgu) — офорт, выполненный эстонским художником-графиком Эдуардом Вийральтом в 1930 году. Размер произведения составляет 39,4 × 46,8 см, оно выполнено в технике гравюры резцом. Картина находится в коллекции Эстонского художественного музея в Таллине.
С 1925 года художник Эдуард Вийральт (1898—1954) жил в Париже. Офорт «Ад» стал одним из ярких произведений парижского периода творчества художника.
Произведение «Ад» выглядит как беспорядочное нагромождение разнообразных монстров. Формы людей здесь переплетаются с животными, растениями и механизмами. Так, из глаз человека вырастают ветви деревьев, на кончиках пальцев — птичьи головы, на лицах проглядывают формы обнажённых тел, из открытых черепных коробок вылезают другие головы, различные механизмы и оружие складываются в лица и т. п. Это причудливая композиция странных и уродливых персонажей напоминает о принципах сюрреализма. Хорошо виден стиль художника, чьё скульптурное образование помогло ему передать объём, внутреннюю конструкцию и рельеф.
Однако сходство произведения Вийральта с работами сюрреалистов чисто внешнее, ведь в ряд образов офорта «Ад» автор вложил вполне конкретный смысл. Например, антропоморфные существа, составленные из механизмов, броневых плит, оружия, с крестами на груди и узкой черепной коробкой — это олицетворение милитаризма. Легко расшифровывается и образ в правой части картины: взрывающаяся голова, над которой взлетают монеты и корона.
По словам искусствоведа Бориса Бернштейна, «сама алогичность композиции представляется аналогом хаотичности, бессмысленности общества, в котором торжествуют зло, насилие, нравственное уродство». Искусствовед Хилья Ляти в 1950-х годах писал, что произведение «представляет собой конгломерат мыслей художника об отрицательных сторонах жизни большого города с его подонками. Художник стремится показать тупик, в который зашло буржуазное общество».
В схожем стиле было создано другое произведение Вийральта — «Кабаре» (1931).